# Winnertzia rotundata
Winnertzia rotundata är en tvåvingeart som beskrevs av Spungis 1992. Winnertzia rotundata ingår i släktet Winnertzia och familjen gallmyggor. Inga underarter finns listade i Catalogue of Life.